# وزارة كمال الجنزوري الثانية
وزارة كمال الجنزوري الثانية  هي الوزارة الثامنة عشر بعد المائة في تاريخ مصر. كُلف كمال الجنزوري بتشكيل وزارته الثانية في 25 نوفمبر 2011، فيما صدر قرار التشكيل الوزاري وأدت الوزارة اليمين الدستورية في 7 ديسمبر 2011. استقالت الوزارة في 25 يونيو 2012 عقب انتهاء الانتخابات الرئاسية.

## أعضاء الحكومة
ملاحظات:
- تبدأ مدة الوزارة من تاريخ العمل بقرار رئيس الجمهورية الصادر بتشكيل الوزارة.
- تنتهي مدة الوزارة في تاريخ استقالة الوزارة بينما يستمر بعدها التشكيل الوزاري في تسيير الأعمال لحين صدور قرار تشكيل الوزارة الجديدة.

| المنصب                              | شاغل المنصب                                                                                 | شغل المنصب | شغل المنصب | ترك المنصب    | ترك المنصب       |
| المنصب                              | شاغل المنصب                                                                                 | في | وزارة | في            | وزارة            |
| ----------------------------------- | ------------------------------------------------------------------------------------------- | --- | --- | ------------- | ---------------- |
| رئيس مجلس الوزراء                   | كمال الجنزوري                                                                               | 7 ديسمبر 2011 | 7 ديسمبر 2011 | 25 يونيو 2012 | 25 يونيو 2012    |
| الدفاع والإنتاج الحربي              | محمد حسين طنطاوي                                                                            | 20 مايو 1991 | وزارة عاطف صدقي الثانية | 12 أغسطس 2012 | وزارة هشام قنديل |
| الداخلية                            | محمد إبراهيم يوسف                                                                           | 7 ديسمبر 2011 | 7 ديسمبر 2011 | 25 يونيو 2012 | 25 يونيو 2012    |
| الخارجية                            | محمد كامل عمرو                                                                              | 18 يوليو 2011 | وزارة عصام شرف | 8 يوليو 2013  | وزارة هشام قنديل |
| المالية                             | ممتاز السعيد                                                                                | 7 ديسمبر 2011 | 7 ديسمبر 2011 | 5 يناير 2013  | وزارة هشام قنديل |
| الكهرباء والطاقة                    | حسن يونس                                                                                    | 13 يوليو 2004 | وزارة أحمد نظيف الأولى | 25 يونيو 2012 | 25 يونيو 2012    |
| الزراعة واستصلاح الأراضي            | محمد رضا إسماعيل                                                                            | 7 ديسمبر 2011 | 7 ديسمبر 2011 | 25 يونيو 2012 | 25 يونيو 2012    |
| الطيران المدني                      | حسين حسن مسعود                                                                              | 7 ديسمبر 2011 | 7 ديسمبر 2011 | 25 يونيو 2012 | 25 يونيو 2012    |
| الاتصالات وتكنولوجيا المعلومات      | محمد عبد القادر سالم                                                                        | 21 يوليو 2011 | وزارة عصام شرف | 25 يونيو 2012 | 25 يونيو 2012    |
| الثقافة                             | شاكر عبد الحميد                                                                             | 7 ديسمبر 2011 | 7 ديسمبر 2011 | 10 مايو 2012  | تعديل وزاري      |
| الثقافة                             | محمد صابر عرب                                                                               | 10 مايو 2012 | تعديل وزاري | 7 مايو 2013   | وزارة هشام قنديل |
| الإعلام                             | أحمد أنيس                                                                                   | 7 ديسمبر 2011 | 7 ديسمبر 2011 | 25 يونيو 2012 | 25 يونيو 2012    |
| الصناعة والتجارة الخارجية           | محمود عبد الرحمن عيسى                                                                       | 21 يوليو 2011 | وزارة عصام شرف | 25 يونيو 2012 | 25 يونيو 2012    |
| الصحة والسكان                       | فؤاد النواوي                                                                                | 7 ديسمبر 2011 | 7 ديسمبر 2011 | 25 يونيو 2012 | 25 يونيو 2012    |
| التموين والتجارة الداخلية           | جودة عبد الخالق                                                                             | 7 ديسمبر 2011 | 7 ديسمبر 2011 | 25 يونيو 2012 | 25 يونيو 2012    |
| التأمينات والشئون الاجتماعية        | نجوى خليل                                                                                   | 7 ديسمبر 2011 | 7 ديسمبر 2011 | 8 يوليو 2013  | وزارة هشام قنديل |
| التخطيط والتعاون الدولي             | فايزة أبو النجا                                                                             | 13 يوليو 2004 "وزيرة التعاون الدولي - وزارة أحمد نظيف الأولى" 22 فبراير 2011 "وزيرة التخطيط والتعاون الدولي - وزارة أحمد شفيق" | 13 يوليو 2004 "وزيرة التعاون الدولي - وزارة أحمد نظيف الأولى" 22 فبراير 2011 "وزيرة التخطيط والتعاون الدولي - وزارة أحمد شفيق" | 25 يونيو 2012 | 25 يونيو 2012    |
| العدل                               | عادل عبد الحميد                                                                             | 7 ديسمبر 2011 | 7 ديسمبر 2011 | 25 يونيو 2012 | 25 يونيو 2012    |
| القوى العاملة والهجرة               | فتحي فكري حسنين                                                                             | 7 ديسمبر 2011 | 7 ديسمبر 2011 | 10 مايو 2012  | تعديل وزاري      |
| القوى العاملة والهجرة               | رفعت محمد حسن                                                                               | 10 مايو 2012 | تعديل وزاري | 25 يونيو 2012 | 25 يونيو 2012    |
| البترول والثروة المعدنية            | عبد الله غراب                                                                               | 7 مارس 2011 | وزارة عصام شرف | 25 يونيو 2012 | 25 يونيو 2012    |
| الأوقاف                             | عبد الفضيل القوصي                                                                           | 21 يوليو 2011 | وزارة عصام شرف | 25 يونيو 2012 | 25 يونيو 2012    |
| السياحة                             | منير فخري عبد النور                                                                         | 22 فبراير 2011 | وزارة أحمد شفيق | 25 يونيو 2012 | 25 يونيو 2012    |
| النقل                               | جلال السعيد                                                                                 | 7 ديسمبر 2011 | 7 ديسمبر 2011 | 25 يونيو 2012 | 25 يونيو 2012    |
| الموارد المائية والري               | هشام قنديل                                                                                  | 21 يوليو 2011 | وزارة عصام شرف | 25 يونيو 2012 | 25 يونيو 2012    |
| التربية والتعليم                    | جمال العربي                                                                                 | 7 ديسمبر 2011 | 7 ديسمبر 2011 | 25 يونيو 2012 | 25 يونيو 2012    |
| التعليم العالي                      | حسين خالد                                                                                   | 7 ديسمبر 2011 | 7 ديسمبر 2011 | 10 مايو 2012  | تعديل وزاري      |
| التعليم العالي                      | محمد النشار                                                                                 | 10 مايو 2012 | تعديل وزاري | 25 يونيو 2012 | 25 يونيو 2012    |
| الإسكان والمرافق والتنمية العمرانية | محمد فتحي البرادعي                                                                          | 31 يناير 2011 | وزارة أحمد شفيق | 25 يونيو 2012 | 25 يونيو 2012    |
| شئون مجلسي الشعب والشورى            | عمر محمد سالم                                                                               | 10 مايو 2012 | تعديل وزاري | 25 يونيو 2012 | 25 يونيو 2012    |
| الدولة للإنتاج الحربي               | على صبري                                                                                    | 21 يوليو 2011 | وزارة عصام شرف | 12 أغسطس 2012 | وزارة هشام قنديل |
| الدولة لشئون الآثار                 | محمد إبراهيم السيد                                                                          | 7 ديسمبر 2011 | 7 ديسمبر 2011 | 7 مايو 2013   | وزارة هشام قنديل |
| الدولة للبحث العلمي                 | نادية زخاري                                                                                 | 7 ديسمبر 2011 | 7 ديسمبر 2011 | 8 يوليو 2013  | وزارة هشام قنديل |
| الدولة للتنمية المحلية              | محمد أحمد عطية                                                                              | 21 يوليو 2011 | وزارة عصام شرف | 25 يونيو 2012 | 25 يونيو 2012    |
| الدولة لشئون البيئة                 | مصطفى حسين كامل                                                                             | 7 ديسمبر 2011 | 7 ديسمبر 2011 | 5 يناير 2013  | وزارة هشام قنديل |
| الوزير المختص بالتنمية الإدارية     | أشرف حسن عبد الوهاب "مساعد وزير مفوض في الاختصاصات المقررة للوزير المختص بالتنمية الإدارية" | 5 يناير 2012 | تعديل وزاري | 25 يونيو 2012 | 25 يونيو 2012    |

## التعديلات
- تعديل في 5 يناير 2012 بتفويض أشرف حسن عبد الوهاب "مساعد وزير" في الاختصاصات المقررة للوزير المختص بالتنمية الإدارية.[7]
- تعديلات 10 مايو 2012 تعديل وزاري شمل كل من:[8]
  - محمد عبد الحميد النشار، وزيراً للتعليم العالي.
  - محمد صابر إبراهيم عرب، وزيراً للثقافة.
  - عمر محمد محمود سالم، وزيراً لشئون مجلسي الشعب والشورى.
  - رفعت محمد حسن، وزيراً للقوى العاملة والهجرة.